# Lysiteles okumae
Lysiteles okumae là một loài nhện trong họ Thomisidae.
Loài này thuộc chi Lysiteles. Lysiteles okumae được Hirotsugu Ono miêu tả năm 1980.